# Областен управител (България)
Областният управител е териториален едноличен орган на изпълнителната власт в България с обща компетентност.
Той е представител на правителството и държавната власт в някой от неговите областни региони. Той провежда политиката на кабинета в поверената му територия. Назначава се от Министерския съвет (не от министър-председателя), като не е мандатен орган – т.е. може да бъде сменен във всеки един момент. Областния управител се подпомага от областна администрация, която той ръководи, и заместник областните управители, назначени от министър-председателя.
Той е конституционно предвиден орган, като статутът му се урежда основно от Закона за администрацията (ЗА). Областният управител осъществява административен контрол, като следи за законосъобразността на актовете на органите на местно самоуправление (Общинския съвет) и местна администрация (Кметовете). Той има право да оспорва пред административните съдилища незаконосъобразните решения на Общинските съвети, като по този начин спира тяхното изпълнение, когато се отнася за индивидуални и общи административни актове, и тяхното действие, когато става въпрос за нормативните административни актове (Наредби на общинските съвети). Освен това областният управител има право да връща незаконосъобразни актове на Общинските съвети за повторно обсъждане, като те преодоляват своеобразното му отлагателно вето с абсолютно мнозинство (50% + 1 от всички общински съветници). Областният управител осъществява контрол и върху кметовете на общини, като има право да отменя техни незаконосъобразни актове. В изпълнение на своите задължения областните управители издават заповеди (както и повечето еднолични органи). Важно правомощие на областния управител е контролът, който той осъществява върху териториалните звена на централните органи на изпълнителната власт (областни инспекции, регионални инспекции и т.н.).